# Кхаусамройот
Кхаусамройот (тайск.: เขาสามร้อยยอด) — национальный парк, расположенный в центральной части Таиланда в провинции Прачуапкхирикхан. Площадь парка составляет 98 км². Кхао Сам Рой Йот был основан в 1966 году и является первым прибрежным национальным парком Таиланда. В 1982 году национальный парк был расширен и благоустроен по приказу короля Рамы IX.
«Кхао Сам Рой Йот» с тайского можно дословно перевести как «гора 300 вершин». Максимальная высота Кхао Сам Рой Йот достигает 605 м. Несколько пресноводных болот, которые находятся на территории национального парка, были преобразованы в креветочные фермы.
Территория парка покрыта мангровыми рощами, белоснежными песчаными пляжами и высокими горами. Парк служит местообитанием большого числа разнообразных местных птиц и зверей, в том числе гигантских варанов длиной более метра и обезьян, а также пернатых, прилетающих на зимовку из холодных стран. Гора Кхао Сам Рой Йот (300 м) служит укрытием для кораблей и паромов во время шторма. Парк полон интересных мест для посещения.
В 400 м от центрального офиса парка находится смотровая площадка Кхао Ааэнг и деревня Бан-Кхао Ааэнг, откуда отправляются экскурсии на лодке по местности. В 3,5 км от национального парка находится песочный пляж Хат Сам Пхрайа, а также пещера сталактитов и сталагмитов Тхам Кэо. Кхао Сам Рой Йот находится в 58 км к югу от Хуахина. Пещера Тхам Сай расположена на расстоянии 9 км от национального парка. На её исследование уйдет около 30 мин. Рядом с пещерой находится деревня Кхунг-Танот. Кроме того, в 16 км к северу от национального парка находится песчаный пляж Хат Ааэм Сала. Попасть туда можно как на лодке, так и пешком из деревни Банг-Пу.

## Пещера Пхрайа Накхон
Пещера Пхрайа Накхон находится в 17 км к северу от Кхао Сам Рой Йот, и считается частью национального парка. Экскурсии в пещеру организуются администрацией национального парка. Огромная пещера имеет два зала. Залы хорошо освещены, в верхнем своде пещеры находится большое отверстие, которая пропускает внутрь лучи солнечного света. В пещере растут различные мелкие растения, а также крупные деревья. Потрясающим зрелищем в свете солнечных лучей становится Пхра Тхинанг Кхуха Кхаруехат, павильон, построенный в тайском стиле, который стал неоспоримым символом района Прачуап Кхири Кхан. Павильон был построен в Бангкоке в 1890 году во времена правления Рамы V Чулалонгкорна, затем павильон был разобран и перемещен в эту пещеру, король Рама V Чулалонгкорн собственноручно покрывал крышу павильона смолой. Пещеру Тхам Пхрайа Накхон неоднократно посещали короли Таиланда: Рама V Чулалонгкорн, Рама VI Вачиравуд, король Рама IX Пхумипон Адульядет приезжал в пещеру дважды.